# Боливийская футбольная федерация
Боливийская футбольная федерация (исп. Federación Boliviana de Fútbol, местное: [feðeɾaˈsjom boliˈβjana ðe ˈfutβol], FBF) — организация, осуществляющая контроль и управление футболом в Боливии в целом и сборной Боливии по футболу в частности. Основана 12 сентября 1925 года, став тем самым восьмой федерацией футбола в Южной Америке. 3 мая 1926 года принята в состав ФИФА, а 12 октября того же года получила статус члена КОНМЕБОЛ.
Боливийская футбольная федерация состоит из двух организаций:
- Лига профессионального футбола Боливии (исп. Liga de Fútbol Profesional Boliviano, LFPB)
- Национальная ассоциация футбола (исп. Asociación Nacional de Fútbol, ANF)